# ريبيكا دايموند
ريبيكا دايموند (بالإنجليزية: Rebecca Diamond)‏ هي صحفية أمريكية، ولدت في 30 يناير 1967 في سان خوسيه في الولايات المتحدة.